# Campionati del mondo di ciclismo su strada 2019 - Cronometro maschile Elite
La cronometro maschile Elite dei Campionati del mondo di ciclismo su strada 2019, ventiseiesima edizione della prova, si disputò il 25 settembre 2019 con partenza a Northallerton e arrivo ad Harrogate, in Regno Unito, su un percorso di 54,0 km. La vittoria fu appannaggio dell'australiano Rohan Dennis, che terminò la gara in 1h05'05" alla media di 49,778 km/h, precedendo il giovane belga Remco Evenepoel e l'italiano Filippo Ganna.
Al traguardo di Harrogate 57 ciclisti, su 57 partiti da Northallerton, portarono a termine la competizione.

## Classifica (Top 10)
| Pos. | Corridore       | Squadra       | Tempo      |
| ---- | --------------- | ------------- | ---------- |
| 1    | Rohan Dennis    | Australia     | 1h05'05"35 |
| 2    | Remco Evenepoel | Belgio        | a 1'08"93  |
| 3    | Filippo Ganna   | Italia        | a 1'55"00  |
| 4    | Patrick Bevin   | Nuova Zelanda | a 1'57"16  |
| 5    | Alex Dowsett    | Regno Unito   | a 2'01"77  |
| 6    | Lawson Craddock | Stati Uniti   | a 2'07"27  |
| 7    | Tanel Kangert   | Estonia       | a 2'07"60  |
| 8    | Nelson Oliveira | Portogallo    | a 2'09"80  |
| 9    | Tony Martin     | Germania      | a 2'27"14  |
| 10   | Stefan Küng     | Svizzera      | a 2'46"66  |